# East Islip
East Islip és una població dels Estats Units a l'estat de Nova York. Segons el cens del 2000 tenia 14.078 habitants.

## Demografia
Segons el cens del 2000, East Islip tenia 14.078 habitants, 4.578 habitatges, i 3.731 famílies. La densitat de població era de 1.322,5 habitants/km².
Dels 4.578 habitatges en un 42,9% hi vivien nens de menys de 18 anys, en un 68% hi vivien parelles casades, en un 10% dones solteres, i en un 18,5% no eren unitats familiars. En el 15,2% dels habitatges hi vivien persones soles el 7,3% de les quals corresponia a persones de 65 anys o més que vivien soles. El nombre mitjà de persones vivint en cada habitatge era de 3,03 i el nombre mitjà de persones que vivien en cada família era de 3,38.
Per edats la població es repartia de la següent manera: un 28,5% tenia menys de 18 anys, un 6,3% entre 18 i 24, un 32,3% entre 25 i 44, un 21,1% de 45 a 60 i un 11,8% 65 anys o més.
L'edat mediana era de 37 anys. Per cada 100 dones de 18 o més anys hi havia 90,1 homes.
La renda mediana per habitatge era de 71.106 $ i la renda mediana per família de 77.593 $. Els homes tenien una renda mediana de 51.554 $ mentre que les dones 36.959 $. La renda per capita de la població era de 27.356 $. Entorn del 2,8% de les famílies i el 3,7% de la població estaven per davall del llindar de pobresa.